# Родригес, Джей
Джей Энри́ке Родри́гес (англ. Jay Enrique Rodriguez; 29 июля 1989) — английский футболист, вингер валлийского клуба «Рексем». Выступал за сборную Англии.

## Клубная карьера
Начал карьеру в академии клуба «Бернли». С 2007 года начал выступать за основной состав команды.
29 декабря дебютировал за Clarets в матче Чемпионата Футбольной лиги против «Бристоль Сити» на «Терф Мур». В январе 2008 года отправился в аренду в шотландский клуб «Стерлинг Альбион». 12 января дебютировал за «Альбион» в матче Кубка Шотландии против «Селтика». Он выступал за «Стерлинг» до окончания сезона, по итогам которого клуб выбыл из высшего дивизиона.
В сезоне 2008/09 Родригес выступал за «Бернли». 23 сентября в матче Кубка Футбольной лиги против «Фулхэма» Родригес забил свой первый гол за клуб. Он регулярно выходил на замену в матчах основного состава, отметившись забитыми мячами в матчах против «Куинз Парк Рейнджерс» в Кубке Англии и против «Тоттенхэм Хотспур» в полуфинале Кубка Футбольной лиги. 11 марта забил свой первый гол в чемпионате в матче против «Кристал Пэлас». 14 марта Родригес забил выдающийся гол в ворота «Ноттингем Форест», который впоследствии был признан лучшим голом «Бернли» в сезоне. 11 апреля 2009 года Джей дебютировал в стартовом составе своей команды в матче против «Куинз Парк Рейнджерс». Родригес помог своему клубу выйти в Премьер-лигу, сыграв в финале плей-офф Чемпионата Футбольной лиги против «Шеффилд Юнайтед», в котором «Бернли» победил со счётом 1:0.
«Бернли» вышел в Премьер-лигу, но Родригес не попадал в основной состав команды. 1 февраля 2010 года Джей отправился в аренду в клуб «Барнсли» сроком на один месяц. Он забил в своём первом матче за «Барнсли» против «Престона».
В сезоне 2010/11 Родригес стал лучшим бомбардиром «Бернли», забив 15 голов во всех турнирах (14 из них в чемпионате).
В сезоне 2011/12 Джей вновь стал лучшим бомбардиром «Бернли», забив 21 гол во всех турнирах. Он также был включён в состав символической «команды года» в Чемпионате Футбольной лиги по итогам сезона.
По окончании сезона 2011/12 несколько клубов заявили о своём интересе к Родригесу, в том числе «Кардифф Сити». 28 мая было объявлено, что «Бернли» принял «солидное предложение» от «Саутгемптона» о трансфере Родригеса. 10 июня Джей подписал с «Саутгемптоном» четырёхлетний контракт, а сумма трансфера составила около £7 млн.

## Карьера в сборной
В феврале 2011 года Родригес был вызван в сборную Англии до 21 года. 8 февраля 2011 года Джей дебютировал за молодёжную сборную Англии в товарищеском матче против сборной Италии, выйдя на замену Джеймсу Вону.

## Достижения

### Командные достижения
«Бернли»
- Победитель плей-офф Чемпионата Футбольной лиги: 2008/09

### Личные достижения
- Игрок года клуба «Бернли»: 2010/11
- Член «команды года» Чемпионата Футбольной лиги по версии ПФА: 2011/12[27]